# عبود الأحمد
عبود الاحمد (5 يناير 1970 -) هوممثل ومخرج سوري.

## حياته ونشأته
من مواليد محافظة الحسكة عام 

## مسيرته
بدءا من المسرح المدرسي الى المسرح الجوال الى المسرح القومي وله ما يقارب 30 عرض مسرحي ,له اكثر من 50 عمل تلفزيوني ومن اشهر ادوراه المتصرف في مسلسل العربجي والعميد سيف في كسر عضم وغيرها الكثير.

## الاعمال التي شارك بها[4]

### الاعمال التلفزيونية السورية
| المسلسل         | الشخصية        | المخرج         | السنة |
| --------------- | -------------- | -------------- | ----- |
| العربجي2        | المتصرف        | سيف سبيعي      | 2024  |
| ولاد بديعة      | ابو النور      | رشا شربتجي     | 2024  |
| مال القبان      | ابو غانم       | سيف سبيعي      | 2024  |
| كسر عضم         | العميد سيف     | رشا شربتجي     | 2022  |
| اغمض عينيك      | عميد الكلية    | مؤمن الملا     | 2024  |
| مربى العز       | خلف            | رشا شربتجي     | 2023  |
| مع وقف التنفيذ  | المحافظ        | سيف سبيعي      | 2023  |
| بروكار          | دكتور رفيف     | محمد زهير رجب  | 2020  |
| بروكار ج2       | دكتور رفيف     | محممد زهير رجب | 2022  |
| الكندوش         | الصائغ         | سمير حسين      | 2022  |
| الفرسان الثلاثة | المحقق         | علي المؤذن     | 2022  |
| شوق             | ابو سلطان      | رشا شربتجي     | 2017  |
| حارة القبة      | البكباشي       | رشا شربتجي     | 2021  |
| عطر الشام       | الشيخ ابو راشد | محمد زهير رجب  | 2019  |
| رفة عين         | المحقق         | المثنى صبح     | 2012  |
| بعد السقوط      | البيك          | سامر البرقاوي  | 2010  |
| ابو المفهومية   | الدكتور        | سالم الكردي    | 2003  |
| قسمة وحب        | العراقي        | عمار تميم      | 2018  |

### الاعمال التلفزيونية العراقية
| المسلسل     | المخرج      |
| ----------- | ----------- |
| الشيخة      | سامي جنادي  |
| ابو طبر     | سامي جنادي  |
| ايوب        | مأمون البني |
| متى ننام    | طلال محمود  |
| الفيضان     | علي ابو سيف |
| فيروز       | علي ابو سيف |
| ميم ميم     | حسن حسني    |
| فندق قدري   | تامر اسحاق  |
| اخر الملوك  | حسن حسني    |
| بيوت الصفيح | بسام سعد    |

### الاعمال التاريخية[5]
| المسلسل                 | المخرج      | السنة |
| ----------------------- | ----------- | ----- |
| خالد بن الوليد          | محمد عزيزية | 2006  |
| القعقاع                 | المثنى صبح  | 2010  |
| المهلب بن ابي صفرة      | محمد لطفي   | 2018  |
| فرسان الظلام-ذئاب الليل | سامي جنادي  | 2023  |
| دليلة والزئبق           | سمير حسين   | 2011  |
| في ظل الحكايا           | رشاد كوكش   | 2011  |
| امام الفقهاء            | سامي جنادي  | 2012  |
| العقاب                  | رشاد كوكش   | 2010  |

### الاعمال البدوية[2]
| المسلسل         | المخرج       | السنة |
| --------------- | ------------ | ----- |
| توق             | شوقي الماجري | 2011  |
| سعدون العواجي   | نذير عواد    | 2008  |
| نساء من البادية | نجدة انزور   | 2008  |
| ابواب الغيم     | حاتم علي     | 2010  |

### الاعمال العربية[5]
| المسلسل     | المخرج       | السنة |
| ----------- | ------------ | ----- |
| هدوء نسبي   | شوقي الماجري | 2009  |
| اسد الجزيرة | باسل الخطيب  | 2006  |
| انا القدس   | باسل الخطيب  | 2010  |

### السينما
| الفيلم       | المخرج      |
| ------------ | ----------- |
| روز          | رشا شربتجي  |
| اعتياد الضوء | سمو حلوم    |
| موكب الاباء  | باسل الخطيب |

### المسرح[6]
| العمل             | المخرج       |
| ----------------- | ------------ |
| الذيب             | سامر اسماعيل |
| انسوا هيروستات    | مناضل داوود  |
| رحلة حنظلة        | اسماعيل خلف  |
| قبل ان يبزغ القمر | اسماعيل خلف  |
| انتظار جلجامش     | اسماعيل خلف  |
| سيرة مدينة        | عبود الاحمد  |